# ويليام كوبر (ربان)
ويليام كوبر (بالإنجليزية: William Cooper)‏ هو ربان ‏ أمريكي، ولد في 4 أغسطس 1910 في لوس أنجلوس في الولايات المتحدة، وتوفي في 28 مارس 1968 في مقاطعة أورانج في الولايات المتحدة.

## وصلات خارجية
- ويليام كوبر على موقع الاتحاد الدولي للملاحة الشراعية (موقع جديد) (الإنجليزية)
- ويليام كوبر على موقع الاتحاد الدولي للملاحة الشراعية (موقع قديم) (الإنجليزية)
- ويليام كوبر على موقع اللجنة الأولمبية الدولية (الإنجليزية)
- ويليام كوبر على موقع أوليمبيديا (الإنجليزية)